# 851
851 (DCCCLI) je bilo navadno leto, ki se je po julijanskem koledarju začelo na četrtek.

## Dogodki
- 1. januar

## Smrti
- Vlastimir, srbski knez (* pred 805)